# Lily Sacofsky
Lily Sacofsky, född 1994, är en brittisk skådespelare.
Sacofsky har bland annat medverkat i TV-serierna Summer of Rockets från 2019,  Sanditon (2019-2022) och Ett mord för Dodds (2021-2022).

## Filmografi (i urval)
- 2019 – Summer of Rockets (TV-serie)
- 2019–2022 – Sanditon (TV-serie)
- 2021–2022 – Ett mord för Dodds (TV-serie)